# Дуга Пушка и Дакоте
Дуга Пушка и Дакоте је 2. епизода Кена Паркера објављена у Лунов магнус стрипу бр. 305. Објављена је у мају 1978. године у Лунов магнус стрипу бр. 305, отприлике месец дана после прве епизоде. Насловна страна представља репродукцију Милацове насловнице из 1977. године. Аутор репродукције није познат. Цена свеске је била 10 дин. (0,53 $; 1 DEM).

## Кратак садржај
Наставља се Кенов живот у Форт Смиту. Караван каубоја води стоку у Мајн таун (Mine Town). Контингент стоке је довољан за целу зиму за утврђење. Командант утврђења, пуковник Визер, забринут је да ће каубоје затећи снег и да ће им стока поцркати од зиме. Он даје задатак Кену да узме петоро људи с којима ће помоћи каубојима да дођу до Мајн Тауна.
Шесторка стиже у Мајн таун и затиче стоку у обору. Стока има војни жиг, али чувари тврде да стока припада Холборну, локалном моћнику. Почиње свађа која резултира пуцњавом у којој су Холборновци извукли дебљи крај. Након једне сличне гужве у салуну, Холборновци затичу на спавању свих петоро војника, осим Кена који је ноћ провео код Тине Меккој, локалне проститутке. Холборнови људи хватају и њега, али га од вешала спашавају локални свештеник и племе Дакота. На крају Паркер убија Холборна и креће са стоком и Дакотама ка Форт Смиту.

## Скраћивање и цензура
И ова епизода је скраћена (као и претходна), али је при том и цензурисана.
На стр. 23, где Паркер и војници први пут срећу Холборнове људе, Паркер открива да један од њих у бисагама носи покварено месо. Измишљен је цео дијалог по коме Паркер тврди како Холборн храни индијанце трулим месом од чега умиру жене и деца. У оригиналу, међутим, Паркер у бисагама затиче индијански скалп, из чега се види да су холборнови људи ловци на индијанце и њихове скалпове.
Из неког разлога, у бившој Југославији једно време није било дозвољено приказивање ножа у стриповима. Нож је брисан где год би се појавио у стриповима Лунов магнус стрипа и Златне Серије. На стр. 30, Паркер вади из рукава нож којим намерава да нападне Холборнове људе. У ЛМС издању се, међутим, види како Паркер баца некакав смотуљак који личи на камен, док холборбовац пада као да га је погодио нож.
Цензура, ипак, није била баш свуда успешна, па се, рецимо, у 3. кадру на стр. 65. види како Паркер баца нож, али се само страну пре тога (кадар 1, стр. 64) не види како га држи у руци. Цензура ножа је тим пре нејасна јер је убијање пушкама и пиштољима било дозвољено.
Најкрупнија цензура десила се између страна 57. и 58. између којих је нестало читаве две странице. На њима Кен и Тина леже заједно у кревету. Тина признаје Кену да се заљубуила у њега, а у последњем кадру њих двоје се љубе. Ово ”скрнављење” због еротских сцена, међутим, није ништа у односу на епизоду Дневник Адах, која ће се у ЛМС-у појавити осам година касније (ЛМС-632).

## Мотивације главних ликова
И у овој епизоди се види комплексна мотивација главних ликова с којом је започето у 1. епизоди. Свештеник Ковик помаже Кену због гриже савести јер га је претходно избацио из своје капеле када је Кен хтео да се сакрије у звоник, чиме је ненамерно помогао Холборновим људима да га ухвате и замало убију. За разлику од њега, Дакоте узвраћају услугу којим их је Кен задужио када је ослободио Сивог Вука од холборнових људи. Да није било цензуре, могло се јасно видети да је кључна мотивације Тине Меккој да помогне Кену, то што се заљубила у њега.

## Куриозитет
Након што су средили холборновце у Мајн тауну, Кен одлази код локалног брице да се обрије и коначно добија изгледа какав ће имати у наредних осамдесетак и кусур епизода. Милацо је Кенов изглед направио по глумцу Роберту Редфорду.
Према једном извору, ова промена настала је јер се Серђо Бонели прибојавао да публика неће добро прихватити главног јунака са великом брадом.

## Оригинално издање
Епизоду је нацртао Иво Милацо (Milazzo), а сценарио написао Ђанкарло Берарди. Оригинал је изашао 1977. године под називом Mine Town. Међутим, Милацов потпис на 89. страниуци указује на то да је епизода нацртана 1975. године. (Година се иза Милацовог потписа не види јер је у ЛМС прекривена коцкицом која означава страницу.) Епизода је имала 96 страна.

## Репризе
Епизода је репризирана је у бившој Југославији 1990. године у едицији Comicon у издању Moria-Sky Comics (Слободна далмација) са тврдим корицама и на А4 формату. Коштала је 30 динара.
Ова епизода је први пут репризрана у Србији у издању стрипарнице Darkwood у децембру 2017. године. Објављена је заједно са 1. епизодом (Дуга Пушка) у тврдом и меком повезу.
У Хрватској је доживела две репризе. Најпре ју је 25. новембра 2004. год. објавио Либелус, а потом Фибра 24. новембра 2007. год. Оба издања су изашла са тврдим корицама, оригиналном насловницом и насловом Mine Town. Прва је коштала 60, а друга 75 куна.